# Alfons Hug

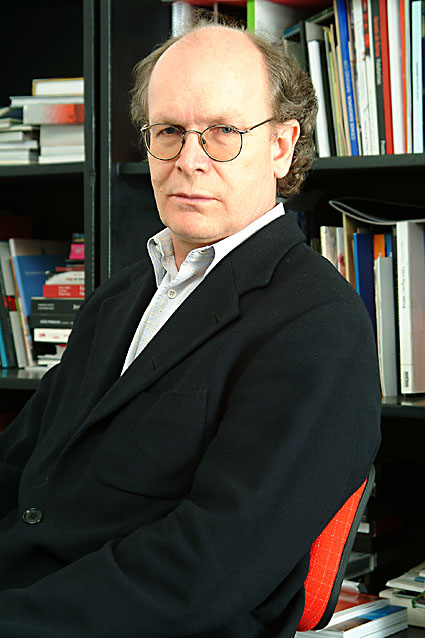
Alfons Hug (2004)

Alfons Hug (* 16. März 1950 in Hochdorf (Riß), Landkreis Biberach) ist ein deutscher Kurator, Kunstkritiker und Ausstellungsmacher.

## Leben
Hug studierte Linguistik, vergleichende Literatur- und Kulturwissenschaften in Freiburg, Berlin, Dublin und Moskau. Seit Mitte der 1980er Jahre leitete er die Goethe-Institute in Lagos, Medellín, Brasília, Caracas und Moskau und danach in Rio de Janeiro.
Als Ausstellungsmacher kuratierte er als erster Nichtbrasilianer die Kunstbiennalen in São Paulo in den Jahren 2002 und 2004. In den 1990er Jahren war er Leiter der Abteilung für visuelle Künste im Haus der Kulturen der Welt, 2011 Kurator des lateinamerikanischen Pavillons im Rahmen der Biennale di Venezia 2004 und Chefkurator der 1. bis 3. Bienal de Montevideo 2012 bis 2016. 2018 zeichnet er für die Bienal do Mercosul in Porto Alegre verantwortlich.

## Kuratierungen (Auswahl)
- 2002: 25. Bienal de São Paulo, Brasilien
- 2003: Co-Kurator, 4. Bienal do Mercosul, Porto Alegre, Brasilien
- 2003: Brasilianischer Pavillon, 50. Biennale di Venezia 2003[5]
- 2003: Arte da África. Obras-primas do Museu Etnológico de Berlim, Centro Cultural Banco do Brasil, Rio de Janeiro, mit 750.000 Besuchern (Peter Junge, Kurator; Alfons Hug, Organisator)[6]
- 2004: 26. Bienal de São Paulo, Brasilien, mit 917.000 Besuchern
- 2009: Bienal del Fin del Mundo, Ushuaia, Tierra del Fuego, Argentinien
- 2011: Bienal Internacional de Curitiba, Brasilien
- 2012: 1. Bienal de Montevideo, Uruguay
- 2014: 2. Bienal de Montevideo, Uruguay
- 2016: 3. Bienal de Montevideo, Uruguay
- 2018: 11. Bienal do Mercosul, Porto Alegre, Brasilien
- 2020: Invisible Biennale